# Kostel Krista Krále (Ostrava)
Kostel Krista Krále se nachází v ostravském městském obvodu Svinov.

## Historie
Jeho historie začala v roce 1911, kdy byla ustanovena Kostelní jednota svatého Jana a Pavla. Ta měla za úkol připravit podmínky pro stavbu nového svatostánku. Ten se začal budovat v roce 1928 a dokončen byl o rok později. Dne 9. listopadu 1931 pak byla ve Svinově ustanovena samostatná farnost.
Samotný kostel je jednoduchá jednolodní stavba s prostou sedlovou střechou. Tu zvýrazňuje věž krytá čtyřbokou jehlanovou střechou. Před vstupem do chrámové lodi se nachází předsíň se třemi valenými oblouky.

## Fotogalerie

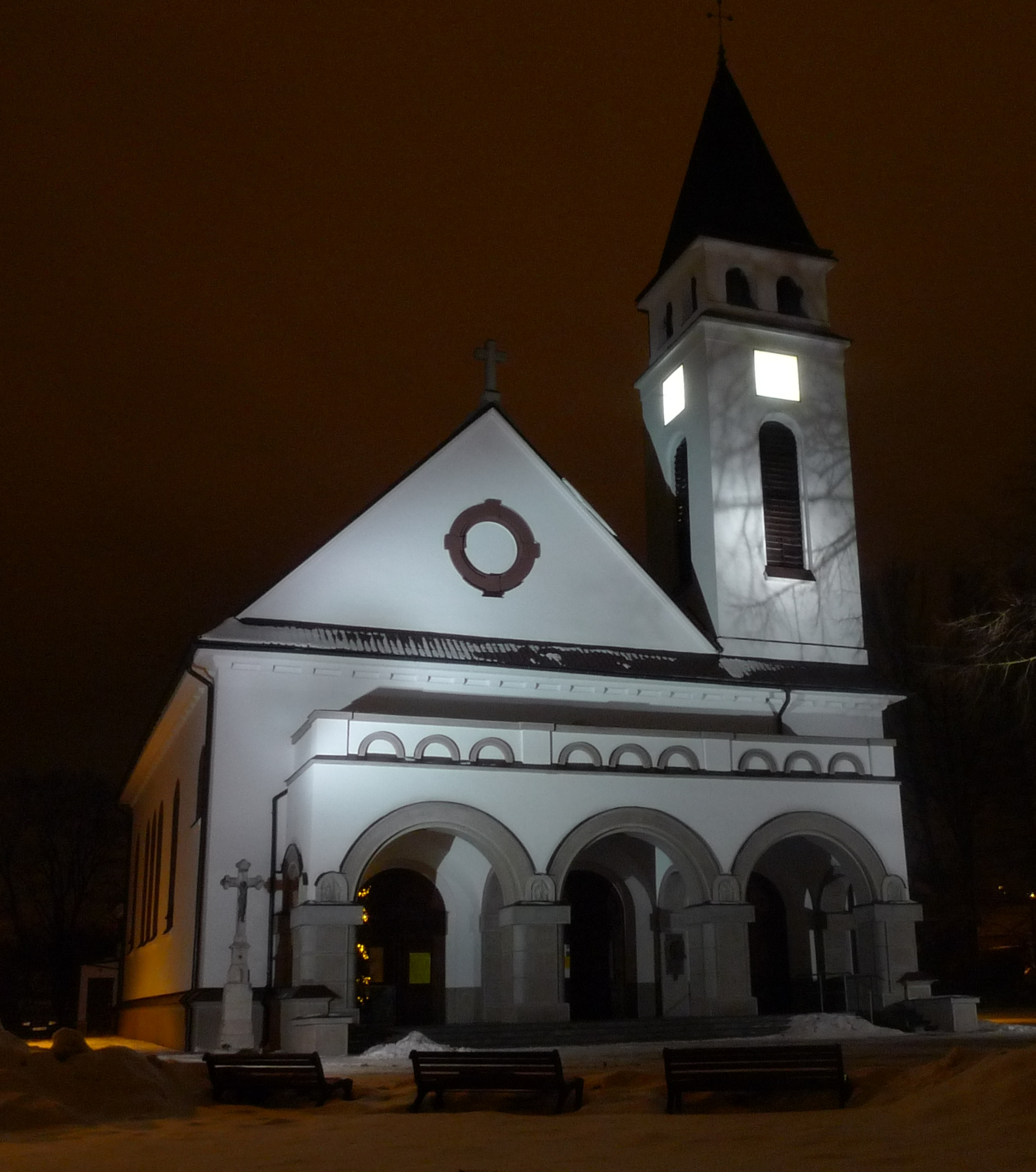
Kostel Krista Krále ve Svinově, Ostrava
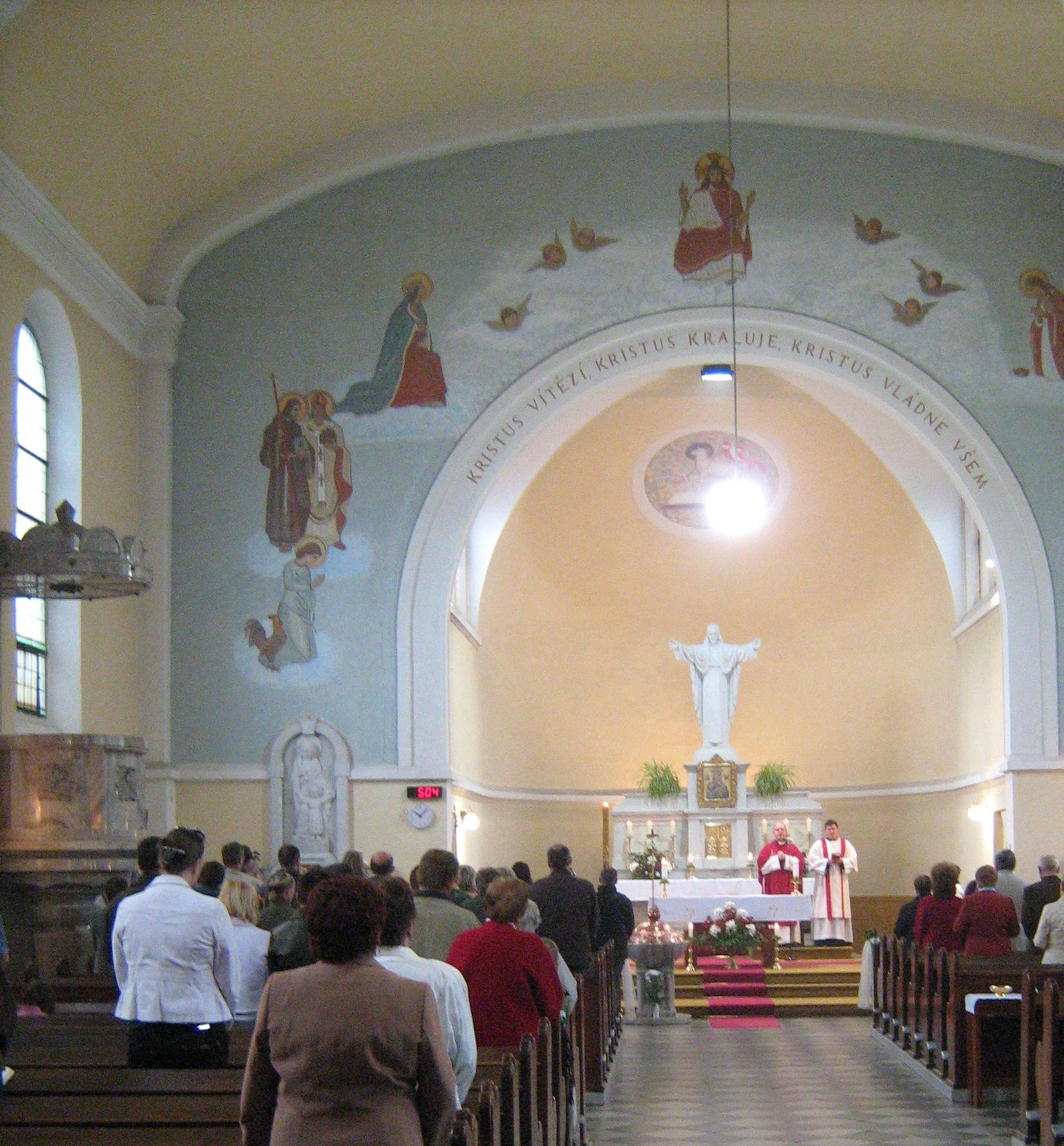
Interiér kostela
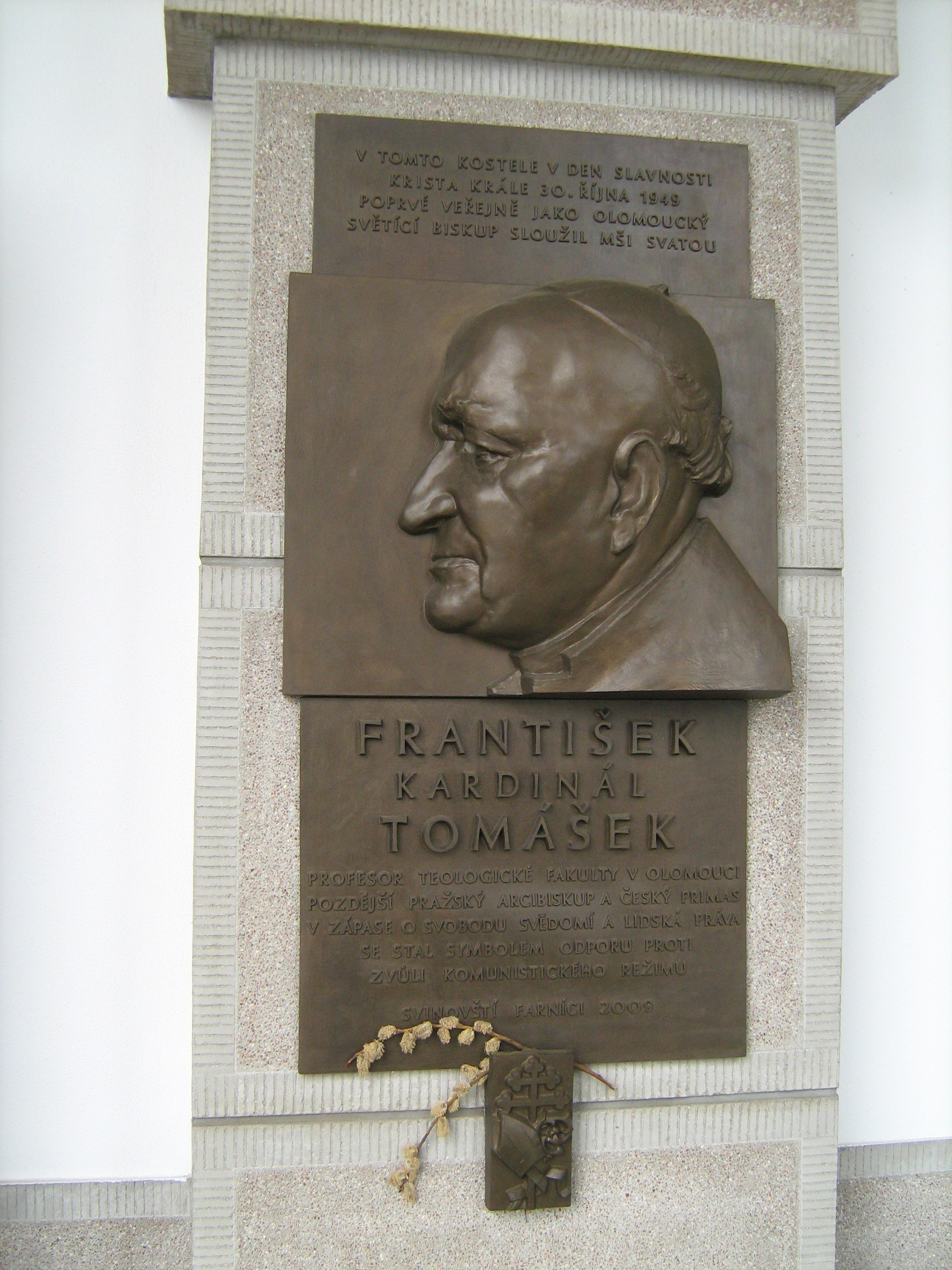
Pamětní deska Františka kardinála Tomáška
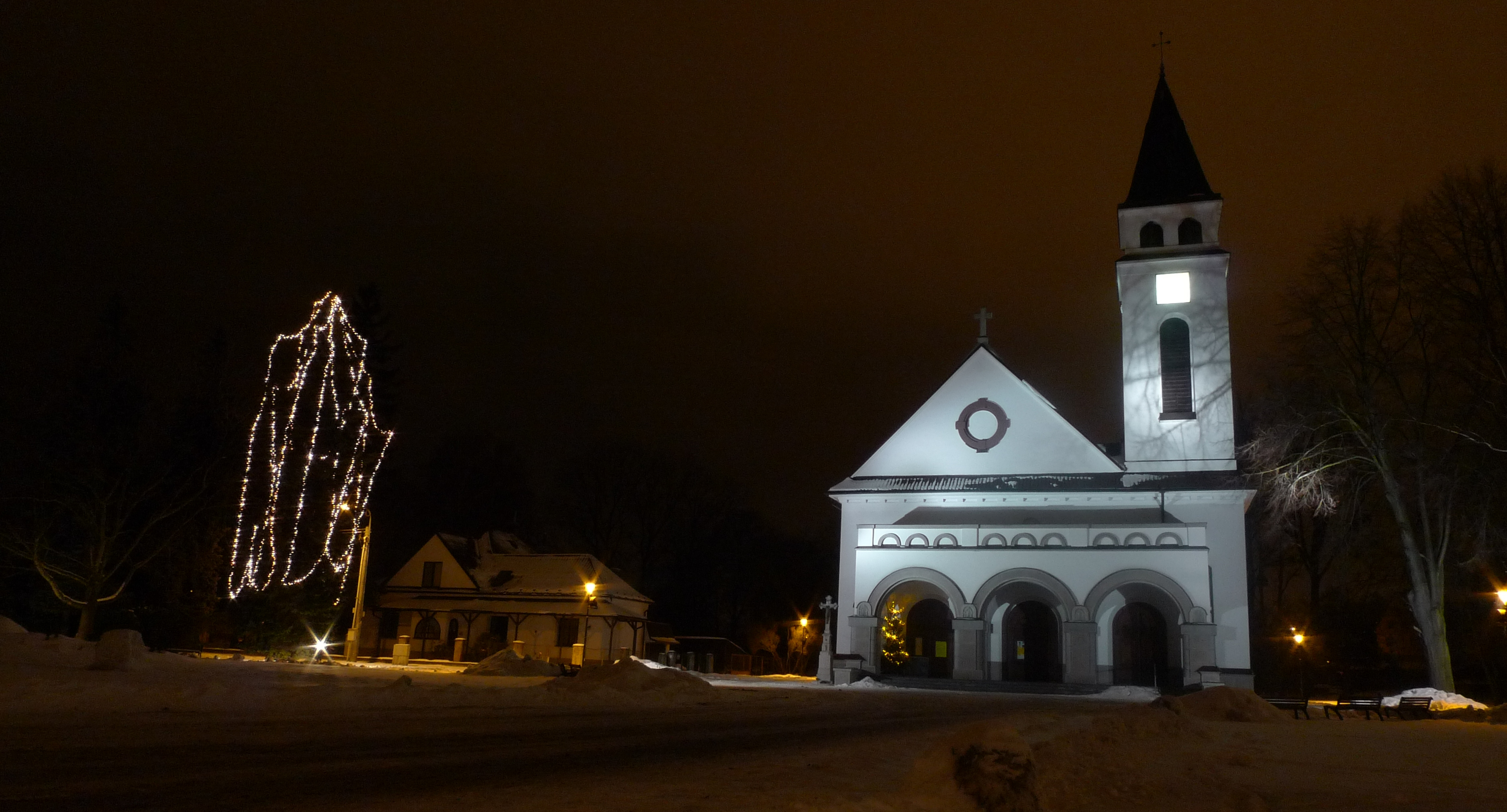
Kostel Krista krále ve Sinově